# Rise of the Teenage Mutant Ninja Turtles
Rise of the Teenage Mutant Ninja Turtles američka je animirana televizijska serija, na dječjem kanalu Nickelodeon

## Vanjske poveznice
- Službena stranica
- Rise of the Teenage Mutant Ninja Turtles na IMDb